# Скуратов, Павел Леонидович
Павел Леонидович Скуратов (1861[уточнить] — ?) — русский актёр и антрепренёр.
Настоящая фамилия — Новиков; Л. М. Леонидов сообщал, что его матерью была актриса Мария Глебова (1840—1919).
Учился в Петербургской консерватории (класс скрипки и композиции); здесь же прослушал курс драматического искусства у Н. Ф. Сазонова и Д. Д. Коровякова. На сцене появился в 1881 году; в 1882—1884 годах был в Малом театре, затем играл в провинции. Выступал в ролях: Гамлета, Отелло, Фердинанда, Уриеля Акосты, Чацкого, Незнамова и др.
В 1905—1926 годах жил в Киеве; в 1907 году построил здесь театр и открыл драматические курсы. Выступал с гастролями в Петербурге и Москве. Был антрепренёром опереточно-драматической труппы.
Писал статьи и очерки на театральные темы; его публикации:
- Доклад актёра П. Л. Скуратова // Труды 1 Всероссийского съезда сценических деятелей. — М., 1898.
- Театральная правда. — Одесса, 1901.
- Жизнь ночью. Очерки из жизни искалеченных. — Киев, 1902.
- Четыре театра // Новая рампа. — 1924. — № 24.

Написал несколько пьес.